# PGC 23729
LEDA/PGC 23729  ist eine spiralförmige Radiogalaxie im Sternbild Krebs auf der Ekliptik. Sie ist schätzungsweise 164 Millionen Lichtjahre von der Milchstraße entfernt und hat einen Durchmesser von etwa 35.000 Lichtjahren. Vom Sonnensystem aus entfernt sich das Objekt mit einer errechneten Radialgeschwindigkeit von näherungsweise 3.700 Kilometern pro Sekunde.

## Galaktisches Umfeld
| Nr. | Galaxie                 | Alternativname            | Rek           | Dek           | Distanz/asec |
| --- | ----------------------- | ------------------------- | ------------- | ------------- | ------------ |
| →   | LEDA/PGC 23729          | NSA 84298                 | 08h27m45.954s | +24d51m02.48s | 0            |
| 1   | LEDA/PGC 1719032        | 2MASX J08281541+2452539   | 08h28m15.422s | +24d52m53.47s | 416.10       |
| 2   | 2MASX J08281002+2441149 | WISEA J082810.01+244115.0 | 08h28m10.021s | +24d41m15.58s | 672.31       |
| 3   | LEDA/PGC 1715185        | 2MASX J08282643+2444370   | 08h28m26.427s | +24d44m36.80s | 672.63       |
| 4   | LEDA/PGC 1713689        | 2MASX J08281604+2441169   | 08h28m16.076s | +24d41m16.86s | 715.07       |
| 5   | LEDA/PGC 1712546        | 2MASX J08273043+2438411   | 08h27m30.475s | +24d38m41.12s | 770.80       |
| 6   | LEDA/PGC 1715419        | 2MASX J08283663+2445100   | 08h28m36.634s | +24d45m10.34s | 774.78       |
| 7   | LEDA/PGC 1714615        | 2MASX J08265974+2443162   | 08h26m59.682s | +24d43m16.20s | 783.66       |
| 8   | LEDA/PGC 23763          | NSA 64404                 | 08h28m25.872s | +25d00m52.69s | 802.03       |
| 9   | LEDA/PGC 1714500        | 2MASX J08283399+2443010   | 08h28m34.012s | +24d43m00.94s | 812.58       |
| 10  | LEDA/PGC 1712385        | 2MASX J08281545+2438209   | 08h28m15.434s | +24d38m21.04s | 860.69       |
| 11  | LEDA/PGC 23768          | 2MASX J08282841+2438340   | 08h28m28.37s  | +24d38m32.3s  | 945.82       |
| 12  | LEDA/PGC 1711993        | 2MASX J08282541+2437230   | 08h28m25.379s | +24d37m23.00s | 979.84       |